# Philip Key

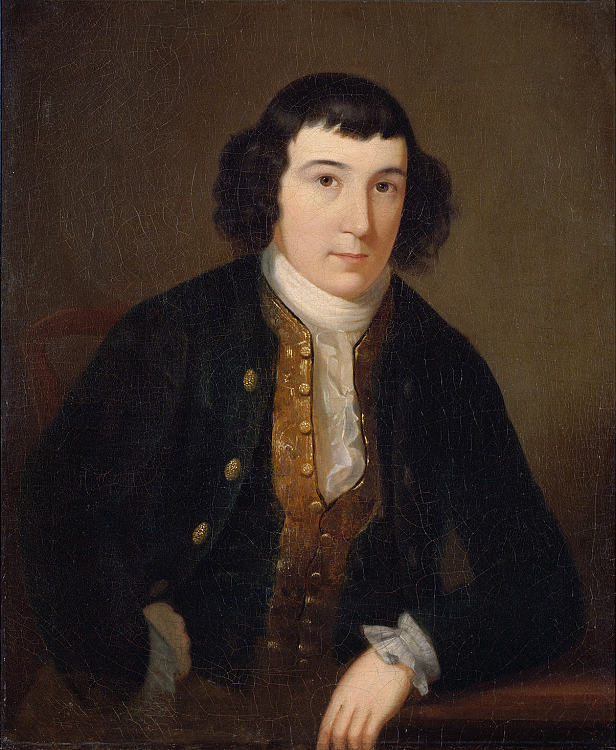
Philip Key (Gemälde von Charles Willson Peale)

Philip Key (* 1750 wahrscheinlich bei Leonardtown, Saint Mary’s County, Provinz Maryland; † 4. Januar 1820 im St. Mary’s County, Maryland) war ein US-amerikanischer Politiker. Zwischen 1791 und 1793 vertrat er den Bundesstaat Maryland im US-Repräsentantenhaus.

## Werdegang
Philip Key wuchs während der britischen Kolonialzeit auf und wurde im Mutterland England akademisch ausgebildet. Nach seiner Rückkehr nach Maryland betätigte er sich in der Landwirtschaft. Nach einem anschließenden Jurastudium und seiner Zulassung als Rechtsanwalt begann er in diesem Beruf zu arbeiten. In den frühen 1770er-Jahren schloss sich Key der Revolutionsbewegung an. 1773 saß er im Abgeordnetenhaus von Maryland, dem er zwischen 1779 und 1790 ebenfalls angehörte. Im Jahr 1774 war Key Mitglied des revolutionären Committee of Correspondence im Saint Mary’s County. In den 1790er Jahren war er ein Anhänger der Bundesregierung unter Präsident George Washington (Pro-Administration-Fraktion).
Bei den Kongresswahlen des Jahres 1790 wurde Key im ersten Wahlbezirk von Maryland in das damals noch in Philadelphia tagende US-Repräsentantenhaus gewählt, wo er am 4. März 1791 die Nachfolge von Michael J. Stone antrat. Bis zum 3. März 1793 konnte er eine Legislaturperiode im Kongress absolvieren. Im Jahr 1791 wurden die ersten zehn Verfassungszusätze ratifiziert. Von 1795 bis 1796 war Key Abgeordneter und Präsident des Staatsparlament von Maryland. Danach ist er politisch nicht mehr in Erscheinung getreten. Er starb am 4. Januar 1820 im St. Mary’s County.
Philip Key war ein Cousin des Kongressabgeordneten Philip Barton Key (1757–1815) sowie der Ururgroßvater von Barnes Compton (1830–1898), der ebenfalls den Staat Maryland im US-Repräsentantenhaus vertrat.